# Jarniyet Eltar
Jarniyet Eltar (tiếng Ả Rập: جرنية الطار) là một ngôi làng Syria nằm ở Al-Suqaylabiyah Nahiyah ở huyện Al-Suqaylabiyah, Hama. Theo Cục Thống kê Trung ương Syria (CBS), Jarniyet Eltar có dân số 1780 trong cuộc điều tra dân số năm 2004.